# 정보람
정보람(1991년 7월 22일 ~ )은 화천 KSPO와 대한민국 대표팀의 골키퍼로 활약하는 대한민국의 축구 선수이다.